# Avenionia roberti
Avenionia roberti là một loài ốc nước ngọt cỡ nhỏ có mang và nắp, là động vật thân mềm chân bụng sống dưới nước trong họ Hydrobiidae.

## Distribution and conservation status
Loài này có ở:
- Đức - critically endangered (vom Aussterben bedroht) [2]